# Генрі Райдер Гаґґард
Генрі Райдер Гаґґард (або Хаґґард; англ. Henry Rider Haggard; 22 червня 1856—14 травня 1925) — англійський письменник, юрист, агроном і ґрунтознавець; класик світової пригодницької літератури, творець літературного жанру «загублений світ», один із засновників жанру фентезі. Брав участь у реформуванні системи сільського господарства Британської імперії.

## Біографія

### Ранні роки
Генрі Райдер Гаґґард народився у Брейденгемі (Норфолк), восьмою дитиною з десяти, у єврейській родині адвоката Вільяма Мейбома Райдера Гаґґарда та письменниці Елли Давтон. Спершу він навчався у парафіяльного священика с. Ґарзінтон (Оксфордшир), і, на відміну від своїх старших братів, які були випускниками різних приватних шкіл, середню освіту від здобував у загальноосвітній школі в Іпсвічі (Сафолк). Так трапилося тому, що його батько, який думав, що Генрі мало що здатен досягти, також не спроможний був оплачувати дорогу освіту в приватній школі. Після провалу вступного іспиту до армії, його відправили займатися до приватного репетитора у Лондоні, щоб підготуватися до вступного іспиту до Міністерства закордонних справ, який він, врешті, так ніколи й не здавав. Під час свого дворічного перебування у Лондоні він познайомився з людьми, які захоплювалися вивченням психічних явищ.

### Південна Африка, 1875—1882
У 1875 р. Гаґґард на вимогу батька вирушив до Південно–Африканської Республіки працювати помічником секретаря Генрі Бульвера, губернатора провінції Натал. У 1876 р. він був переведений до штату Теофіла Шепстона реєстратором Верховного суду в Трансваалі. Приблизно в цей час він закохується в Мері Елізабет «Лілі» Джексон, з якою має намір одружитися, як тільки отримає оплачувану роботу в Африці. Але його батько проти такого рішення. Коли Гаґґард повертається до Англії, одружується з подругою своєї сестри, Маріанною Луїзою Марджітсон (1859—1943) у 1880 р., і далі в Африку пара вирушає разом. У них народився син Джек, який помер від кору у віці 10 років, та три дочки: Анжела, Дороті і Лільяс. Лільяс пізніше стане письменницею і напише біографію свого батька під назвою «Плащ, який я залишив» (надруковану у 1951 р.)

### Англія, 1882—1925
Повернувшись назад в Англію у 1882 р., пара оселилася в Дітчингемі, Норфолк, у будинку предків Луїзи. Потім вони жили в Кессінгленді, підтримували зв'язки з церквою у Бунгеї, Саффолк. Гаґґард займався вивченням права і був прийнятий до колегії адвокатів у 1884 році. Його юридична практика була невеликою, тому багато часу він приділяв написанню романів, які були джерелом доходів. З середини квітня 1885 р. приблизно до 1888 р. Гаґґард жив у Лондоні. Саме тут він закінчив роботу над твором «Соломонові копальні» (надрукованому у вересні 1885 р.). Гаґґард перебував під сильним впливом шукачів більших-ніж-життя пригод, з якими зустрічався у Колоніальній Африці, особливо Фредеріка Селоса та Фредеріка Рассела Бернема. Він створив пригоди свого Алана Квотермейна під їх впливом у часи, коли в Африці були виявлені значні запаси копалин, а також руїни древніх втрачених цивілізацій континенту, а саме Великого Зімбабве. Три з його книг, «Майстер» (1896), «Чорне серце й біле серце або Зулуська ідилія» (1896), та «Елісса або Загибель Зімбабве» (1898) присвячені Бернемовій дочці Наді, першій білій дитині, що народилася у Булавайо. Вона була названа на честь виходу книги Гаґґарда «Нада — Лілія».

### Допомога Лілі Арчер
Багато років потому, коли Гаґґард став відомим романістом, він зустрівся зі своєю колишньою любов'ю Лілі Арчер, уродженою Джексон. Її покинув чоловік, розтративши кошти, довірені йому, і втік банкрутом до Африки. Гаґґард допоміг повернути їй та її синам будинок і контролював освіту дітей. Лілі зрештою поїхала за чоловіком у Африку, де він перед самою своєю смертю заразив її сифілісом. Потім Лілі повернулася до Англії в кінці 1907 р., де Гаґґард знову підтримував та допомагав їй до самої її смерті 22 квітня 1909 р. Ці факти були не відомі до публікації Сіднеєм Гіґінсом біографії Гаґґарда у 1981 р.

### Смерть
Генрі Райдер Гаґґард помер 14 травня 1925 року у віці 68 років. Його прах покоїться у церкві Дітчингема. Роботи зберігаються у Норфолкському архіві.

## Суспільна діяльність та нагороди
Генрі Райдер Гаґґард брав активну участь у реформуванні сільського господарства і був членом численних комісій із землекористування та пов'язаних з цим відряджень у колонії та домініони. Це призвело до розробки у 1909 р. Законопроєкту розвитку. На виборах до парламенту як кандидат від консерваторів Східного округу Норфолка у 1895 р. на літніх виборах поступився з різницею у 198 голосів. У нагороду за працю на благо Британської імперії він отримав титул лицаря-бакалавра у 1912 р., а пізніше — і лицаря-командора Ордена Британської імперії у 1919 р. На його честь була названа місцевість Райдер у Британській Колумбії.

## Письменницька кар'єра
Гаґґард передусім відомий своїми романами «Копальні царя Соломона» (і його продовженням «Алан Квотермейн»), а також «Вона» (та його продовженням «Аєша»). Дія цих пригодницьких романів відбувається, в основному, в Африці (хоч в романі «Аєша» події розгортаються в Тибеті). Роман «Копальні царя Соломона» деякі літературознавці називають першим зразком жанру «загублений світ». «Вона» вважають класикою художньої літератури, а якщо взяти до уваги 83 мільйони проданих примірників книжки (лише до 1965 року), то її можна вважати й однією з найпопулярніших книг усіх часів. Гаґґарда знають також завдяки пригодницькій історії про зулусів «Нада — Лілія», а також епічному роману про вікінгів «Ерік Ясноокий». Його твори насичені багатьма стереотипами, пов'язаними з колоніалізмом, але корінне населення зображене з надзвичайною симпатією. Африканцям часто відводять героїчні ролі в романах, хоча головні герої, як правило, європейці.
1889 року світ побачив історичний пригодницький роман «Клеопатра».
1893 року Гаґґард оприлюднив історично-пригодницький роман «Дочка Монтесуми». Його дія відбувається на тлі завоювання Мексики Кортесом, за часів імператора ацтеків Монтесуми.

### Твори
- 1887  — «Вона» (She: A History of Adventure) (твір екранізувався три рази: у 1935, 1965 та 2001 роках)
- 1890 — «Бажання Світу» (The World's Desire)
- 1900 — «Чорне Серце і Біле Серце» (Black Heart and White Heart)
- 1901 — «Лізбет» (Lysbeth: A Tale of the Dutch)
- 1903 — «Дівчина-Перлина» (Pearl-Maiden: A Tale of the Fall of Jerusalem)
- 1910 — «Ранкова зірка» (Morning Star)
- 1911 — «Червона Єва» (Red Eve)
- 1914 — «Намисто Мандрівника» (The Wanderer's Necklace)
- 1918 — «Місяць Ізраїля» (Moon of Israel: A Tale of the Exodus)
- 1919 — «Коли світ похитнувся» (When The World Shook: Being an Account of the Great Adventure of Bastin, Bickley, and Arbuthnot)
- 1925  — «Королева світанку» (Queen of the Dawn: A Love Tale of Old Egypt)

### Пригоди Алана Квотермейна
- 1885 — «Копальні царя Соломона» (King Solomon's Mines) (екранізувався не менше п'яти разів: у 1937, 1950, 1985, 2004 та 2008 роках)
- 1887 — «Алан Квотермейн: опис його подальших пригод та відкриттів у компанії з баронетом сером Генрі Куртисом, капитаном Джоном Гудом і Умслопогаасом» (Allan Quatermain: Being an Account of His Further Adventures and Discoveries in Company with Sir Hehry Curtis, Bart., Commander John Good, and one Umslopogaas)
- 1887 — «Дружина Алана» (Allan's Wife)
- 1889 — «Помста Майви» (Maiwa's Revenge)
- 1912 — «Марі» (Marie)
- 1913 — «Дитя бурі» (Child of Storm)
- 1915 — «Священна квітка» (The Holy Flower)
- 1916 — «Дитя слонової кістки» (The Ivory Child)
- 1916 — «Кінцеві» (Finished)
- 1920 — «Давній Алан» (The Ancient Allan)
- 1921 — «Вона і Алан» (She and Allan)
- 1924 — «Хоу-хоу, або Чудовисько» (Heu-Heu, or the Monster)
- 1926 — «Скарби озера» (The Treasure of the Lake)
- 1927 — «Крижані боги» (Allan and the Ice Gods: A Tale of Beginnigs)

## Вплив на сучасну культуру
У 2006 році британський музикант Клайв Нолан разом із польською співачкою Агнешкою Світою написав рок-оперу She за мотивами твору «Вона: історія пригоди».

## Цікаві факти
- У спектаклі «Вона» за однойменним романом Генрі Гаґґарда грав юний Чарлі Чаплін.
- Генрі Гаґґард нищівно розкритикував за песимізм Герберта Веллса, коли той у 1921 році передбачив, що через сто років Британської імперії не існуватиме.
- Всупереч поширеній помилковій думці, жоден з творів Гаґґарда ніколи не був екранізований близько до тексту. Наприклад, художні фільми з назвою «Копальні царя Соломона», що багато разів виходили на екрани, а також американська пригодницька стрічка 1985 року з Річардом Чемберленом у головній ролі дуже мало схожі з його книгами. Єдине, що їх об'єднує — ім'я головного героя, Алана Квотермейна, а також імена другорядних персонажів.

## Українські переклади
- Беніта. — Вінніпеґ : Українська Видавнича Спілка в Канаді, 1930. — 191 с.
- Перлина Сходу / пер. з англійської О.Гладкого. — Львів: Свічадо, 2016. — 232 с.